# Théo Berdayes
Théo Berdayes, né le 23 mai 2002 à Aigle en Suisse, est un footballeur suisse, qui évolue au poste d'attaquant au FC Sion.

## Biographie

### Enfance et origines
Théo Berdayes Marques naît le 23 mai 2002 à Aigle, en Suisse. Il est de nationalité suisse et portugaise. Il grandit à Saint-Maurice,.

### En juniors
De sept à douze ans, Théo Berdayes évolue dans le mouvement junior du FC Saint-Maurice, avant de passer au FC Saxon-Sports. En 2017, il intègre la formation du FC Sion.

### En pro

#### Sion (2021-2022)
Le 26 janvier 2021, alors âgé de 18 ans, Théo Berdayes signe son premier contrat professionnel avec le FC Sion, portant jusqu'en 2025.
Le 7 août 2021, il fait ses débuts professionnels lors de la troisième journée - une victoire 1-0 contre le BSC Young Boys - en entrant sur le terrain à la 87e minute.
Trois semaines plus tard, à l'occasion de son troisième match, il inscrit son premier but professionnel et permet son équipe de s'imposer contre le FC Lugano. Il marque en effet le 3-2 de la victoire à la 94e minute, trois minutes après l'égalisation tessinoise.

#### Prêt à Yverdon (2022-2023)
A l'été 2022, en manque de temps de jeu, Théo Berdayes rejoint le Yverdon-Sport FC, avec qui il est champion de Promotion League et promu en Super League au printemps 2023,.

#### Retour à Sion (2023-)
L'été 2023, Berdayes revient à Sion, au bénéfice d'un contrat portant jusqu'en 2025. En octobre 2023, il prolonge prématurément son contrat de deux ans supplémentaires, jusqu'en 2027.

### En sélection
Binational, Théo Berdayes représente la Suisse.
Théo Berdayes fait ses débuts avec l'équipe nationale U20 le 28 mars 2022 lors de la victoire 5-0 de la Suisse face à la Roumanie. Entré à la 60e minute, il inscrit le dernier but des siens sur penalty cinq minutes plus tard,. Les 24 et 28 mars 2023, il dispute ses deuxième et troisième matchs avec cette sélection, et ce seront ses derniers.
Dans le cadre des qualifications pour l'Euro junior, Théo Berdayes intègre le cadre U21 à partir du 12 septembre 2023, en étant sur le banc contre la Finlande. Le 17 octobre 2023, il entre sur le terrain à la 82e minute d'un match contre l'Arménie. Ensuite, entre les mois de septembre et octobre 2024, il passe deux matchs sur le banc et entre à la 58e minute d'un troisième.